# Evening Standard British Film Award/Beste Darstellerin
Evening Standard British Film Award: Beste Darstellerin
Gewinnerinnen des Evening Standard British Film Awards in der Kategorie Beste Darstellerin (Best Actress). Der britische Filmpreis kürt die besten landeseigenen Filmproduktionen und Filmschaffenden des vergangenen Kalenderjahres und wird in der Regel Anfang Februar vergeben.
Am erfolgreichsten in dieser Kategorie waren Maggie Smith und Kristin Scott Thomas mit vier Auszeichnungen gefolgt von Emma Thompson, die den Preis bisher dreimal gewinnen konnte, sowie Glenda Jackson, Natasha Richardson, Billie Whitelaw und Kate Winslet mit je zwei Siegen. Achtmal stimmte die Preisträgerin mit der späteren BAFTA-Gewinnerin überein, viermal (1975, 1980, 1993, 2003) mit der späteren Oscar-Preisträgerin.
| Jahr | Preisträgerin          | Filmtitel                                                                     | Deutscher Verleihtitel                                                                      |
| ---- | ---------------------- | ----------------------------------------------------------------------------- | ------------------------------------------------------------------------------------------- |
| 1974 | Glenda Jackson         | Mary, Queen of Scots                                                          | Maria Stuart, Königin von Schottland                                                        |
| 1975 | Glenda Jackson         | A Touch of Class                                                              | Mann, bist du Klasse!                                                                       |
| 1976 | Wendy Hiller           | Murder on the Orient Express                                                  | Mord im Orient-Expreß                                                                       |
| 1977 | Annette Crosbie        | The Slipper and the Rose: The Story of Cinderella                             | Cinderellas silberner Schuh                                                                 |
| 1978 | Billie Whitelaw        | The Omen                                                                      | Das Omen                                                                                    |
| 1979 | Nanette Newman         | International Velvet                                                          | Alles Glück dieser Erde                                                                     |
| 1980 | Maggie Smith           | California Suite                                                              | Das verrückte California-Hotel                                                              |
| 1981 | Frances de la Tour     | Rising Damp                                                                   | nicht bekannt                                                                               |
| 1982 | Maggie Smith           | Quartet                                                                       | Quartett                                                                                    |
| 1983 | Jennifer Kendal        | 36 Chowringhee Lane                                                           | Straße des Abschieds                                                                        |
| 1984 | Phyllis Logan          | Another Time, Another Place                                                   | Another Time, another Place                                                                 |
| 1985 | Helen Mirren           | Cal                                                                           | Cal                                                                                         |
| 1986 | Miranda Richardson     | Dance with a Stranger                                                         | Dance with a Stranger                                                                       |
| 1987 | Coral Browne           | Dreamchild                                                                    | Das wahre Leben der Alice im Wonderland                                                     |
| 1988 | Emily Lloyd            | Wish You Were Here                                                            | Wish You Were Here – Ich wollte, du wärst hier                                              |
| 1989 | Maggie Smith*          | The Lonely Passion of Judith Hearne                                           | Die große Sehnsucht der Judith Hearne                                                       |
| 1989 | Billie Whitelaw        | The Dressmaker                                                                | nicht bekannt                                                                               |
| 1990 | Pauline Collins*       | Shirley Valentine                                                             | Shirley Valentine – Auf Wiedersehen, mein lieber Mann                                       |
| 1991 | Natasha Richardson     | The Comfort of Strangers The Handmaid’s Tale                                  | Der Trost von Fremden Die Geschichte der Dienerin                                           |
| 1992 | Juliet Stevenson       | Truly Madly Deeply                                                            | Wie verrückt & aus tiefstem Herzen                                                          |
| 1993 | Emma Thompson*         | Howards End Peter’s Friends                                                   | Wiedersehen in Howards End Peter’s Friends                                                  |
| 1994 | Emma Thompson          | Much Ado About Nothing The Remains of the Day                                 | Viel Lärm um nichts Was vom Tage übrig blieb                                                |
| 1995 | Kristin Scott Thomas** | Four Weddings and a Funeral                                                   | Vier Hochzeiten und ein Todesfall                                                           |
| 1996 | Kristin Scott Thomas   | Angels and Insects                                                            | Engel und Insekten                                                                          |
| 1997 | Kate Winslet**         | Jude Sense and Sensibility                                                    | Herzen in Aufruhr Sinn und Sinnlichkeit                                                     |
| 1998 | Katrin Cartlidge       | Career Girls                                                                  | Karriere Girls                                                                              |
| 1999 | Julie Christie         | Afterglow                                                                     | Liebesflüstern                                                                              |
| 2000 | Samantha Morton        | Dreaming of Joseph Lees                                                       | Meine Liebe zu Joseph Lees                                                                  |
| 2001 | Julie Walters**        | Billy Elliot                                                                  | Billy Elliot – I Will Dance                                                                 |
| 2002 | Kate Winslet           | Enigma Iris Quills                                                            | Enigma – Das Geheimnis Iris Quills – Macht der Besessenheit                                 |
| 2003 | Catherine Zeta-Jones** | Chicago                                                                       | Chicago                                                                                     |
| 2004 | Emma Thompson          | Love Actually                                                                 | Tatsächlich… Liebe                                                                          |
| 2005 | Imelda Staunton*       | Vera Drake                                                                    | Vera Drake                                                                                  |
| 2006 | Natasha Richardson     | Asylum                                                                        | Stellas Versuchung                                                                          |
| 2007 | Judi Dench             | Notes on a Scandal                                                            | Tagebuch eines Skandals                                                                     |
| 2008 | Helena Bonham Carter   | Conversations with Other Women Sweeney Todd: The Demon Barber of Fleet Street | Conversation(s) With Other Women Sweeney Todd – Der teuflische Barbier aus der Fleet Street |
| 2009 | Tilda Swinton          | Julia                                                                         | Julia                                                                                       |
| 2010 | Anne-Marie Duff        | Nowhere Boy                                                                   | Nowhere Boy                                                                                 |
| 2011 | Kristin Scott Thomas   | Partir                                                                        | Die Affäre                                                                                  |
| 2012 | Olivia Colman          | Tyrannosaur                                                                   | Tyrannosaur – Eine Liebesgeschichte                                                         |
| 2013 | Andrea Riseborough     | Shadow Dancer                                                                 | Shadow Dancer                                                                               |
| 2016 | Maggie Smith           | The Lady in the Van                                                           | The Lady in the Van                                                                         |
| 2017 | Kate Beckinsale        | Love & Friendship                                                             | Love & Friendship                                                                           |
| 2018 | Kristin Scott Thomas   | The Party                                                                     | The Party                                                                                   |

* = Schauspielerinnen, die für ihre Rolle später den BAFTA Award als Beste Hauptdarstellerin des Jahres gewannen

** = Schauspielerinnen, die für ihre Rolle später den BAFTA Award als Beste Nebendarstellerin des Jahres gewannen